# セルバ (仙台市)

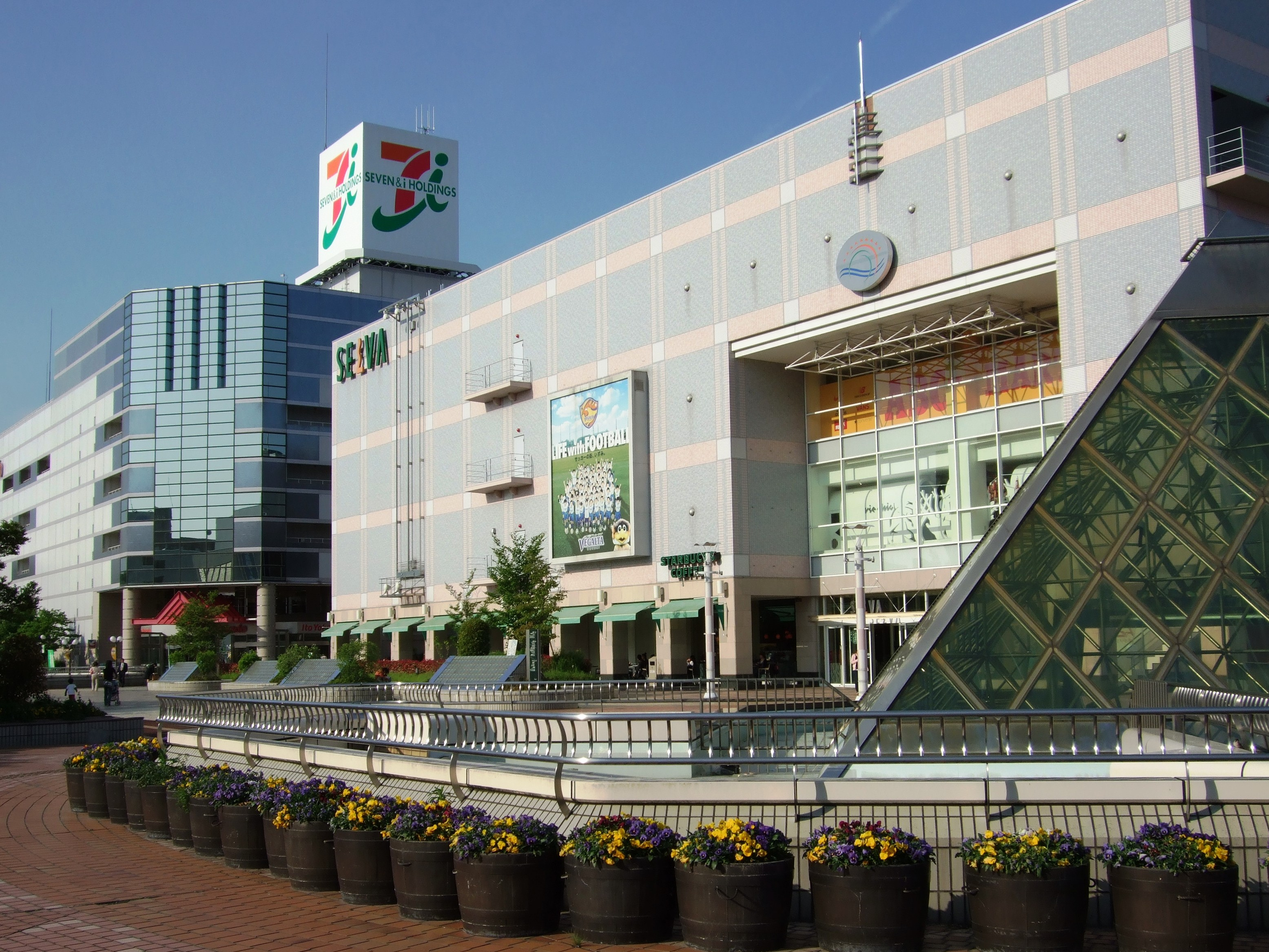
セルバ西側の外観

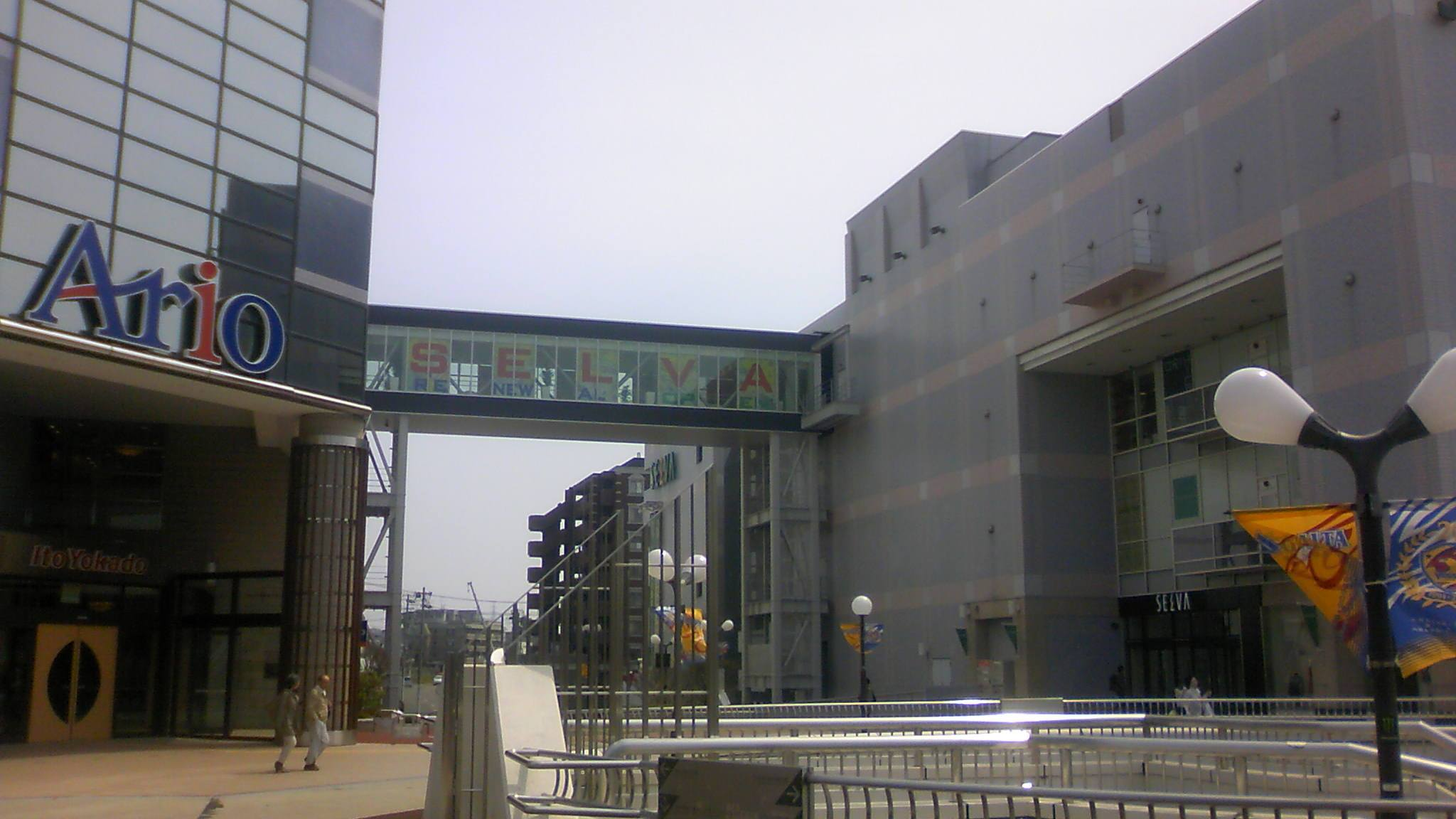
アリオ仙台泉とセルバ間の空中連絡

セルバ（SELVA）は、宮城県仙台市泉区泉中央に所在し、住商アーバン開発が管理運営するショッピングセンターである。

## 概要

### セルバ
仙台市地下鉄南北線・泉中央駅を出るとペデストリアンデッキがあり、その正面に「セルバ」、その左側に泉新都心、住友商事、地元会社の3社とセルバの所有者とほぼ重なった「イトーヨーカドー仙台泉店」が立地した。したがって、「セルパ」のメインの入口は2階となるが、1階も駅やバスターミナルと連絡。建物は地下2階、地上5階建てで、地下部分は駐車場。正面入口（2階）を入ると中ほどに3層の吹き抜け空間がある。名称の「セルバ」はスペイン語で「森林」を意味しており、地域に対して森のようにやさしく快適な存在でありたいとの願いから命名された。
開業時のテナントミックスに当たっては、隣のイトーヨーカドーとの差別化を念頭に、「マインド・ヤング」をキーワードとして、年齢や性別ではなく、感性によって括った。また仙台市中心部のSCや百貨店との差別化という観点から、高級、よそ行き、高価格といった品揃えとも一線を画した。ゾーニングに当たっては、最上階の5階に集客力の強い書籍・CDの「八文字屋書店」（2025年2月23日閉店）と「ザ・100円プラザ・ダイソー」、4階には「無印良品」を始めとした雑貨を集積させ、1階には生鮮カテゴリーキラーを導入するなど縦導線を確保するとともに、平日の集客をも狙いとした。
2013年（平成25年）4月、イトーヨーカドー仙台泉店は、同店を核店舗と残しつつ「アリオ仙台泉」（2024年1月末閉店）に業態転換し、翌年3月20日に「セルバ」もリニューアルされ、セルバ5階とアリオ仙台泉4階との間に新設された連絡通路も供用開始となった。

### セルバテラス
2016年（平成28年）11月11日、住友商事・住商アーバン開発は、セルバ・アリオ仙台泉の西側隣接地に「セルバテラス」を開業させた。建物は地下1階、地上5階建て。コンセプトは「街にひらかれ、街になじみ溶け込む空間」。国内初1店、東北初2店、ショッピングセンター初1店、新業態4店を含む全30店が出店。「セルバ」と合わせて約140店舗の規模となった。併せて、既存セルバのリニューアルや、泉中央駅前広場の改良工事も実施され、同時期、北側隣接地には「仙台循環器病センター」も移転開院している。

## 沿革
- 1999年（平成11年）4月1日 - セルバ開業。
- 2010年（平成22年）11月16日 - 仙台市が泉地区の開発を手掛ける第三セクター「泉新都心」の保有株式を住友商事に売却する方向で最終調整していることが明らかとなる[8]。
- 2011年（平成23年）
  - 3月11日 - 東北地方太平洋沖地震（東日本大震災）で被災し、臨時休業。
  - 4月13日 - 全館で営業再開[9]。
- 2014年（平成26年）3月20日 - リニューアル。アリオ仙台泉との空中連絡通路供用開始。
- 2016年（平成28年）
  - 2月22日 - セルバテラスの概要を発表[3]。
  - 11月11日 - セルバテラスがグランドオープン。
- 2024年（令和6年）1月31日 - アリオ仙台泉の閉館に伴い空中連絡通路の供用を終了。

## テナント
（2024年2月15日現在）

### セルバ
5階（雑貨・書店ほか）
- 八文字屋書店（テナント契約満了に伴い2025年2月23日閉店予定[10]）
- ザ・ダイソー
- 泉新都心ビル眼科
- ニッセンレン・テラス
- てもみん  ほか

4階（雑貨・子供服・紳士カジュアル）
- 無印良品
- SUIT SELECT
- ABC-MART
- 靴下屋
- KP
- TOKYO SHIRTS
- GACHAVA（カプセルトイ専門店）ほか

3階（レディスファッション）
- GU
- ミニプラ
- anySiS/Feroux
- MKミッシェル・クラン　ほか

2階（レディスファッション・化粧品）
- センターコート（イベントスペース）
- インフォメーションカウンター
- スターバックスコーヒー
- Madu
- MARKS & WEB ほか

1階（食品）
- 仙令平庄/仙令鮨
- 柿安
- ドンク
- 喜久水庵
- 北野エース
- FLOプレステージュ
- 花京院市場
- ITAGAKI くだものいたがき
- とんかつ新宿さぼてん
- KALDI COFFEE FARM
- ATMコーナー
- 催事スペース　ほか

### セルバテラス
3階
- ニトリ デコホーム
- 手芸センタードリーム　ほか

2階
- 生活の木 ほか

1階
- ココカラファイン
- レストラン街　ほか

## アクセス
- 仙台市地下鉄南北線泉中央駅 東1出口より徒歩1分